# 서극의 칼
《서극의 칼》(Dao, 刀)은 홍콩에서 제작된 서극 감독의 1995년 액션 영화이다. 조문탁 등이 주연으로 출연하였고 서극 등이 제작에 참여하였다.

## 출연

### 주연
- 조문탁
- 웅흔흔
- 상니

### 조연
- 주영당
- 주가령
- 사천화
- 사흥화
- 혜천사
- 모제스 찬
- 레이 창

## 기타
- 무술연출: 원빈